# 磷酸鉀
磷酸鉀是鉀的磷酸鹽，化学式为K3PO4，常见无水物和一水合物。

## 制备
磷酸钾可由磷酸铵（(NH4)3PO4）和氯化钾（KCl）的复分解反应制得，溶解度较小的一者将沉淀：
{\displaystyle {\ce {(NH4)3PO4 + 3KCl -> K3PO4 + 3NH4Cl}}}
氢氧化钾和磷酸或磷酸二氢钾的反应也用于制备磷酸钾：
{\displaystyle {\ce {3KOH + H3PO4 -> K3PO4 + 3H2O}}}
{\displaystyle {\ce {2KOH + KH2PO4 -> K3PO4 + 2H2O}}}
{\displaystyle {\ce {KOH + K2HPO4 -> K3PO4 + H2O}}}

## 用途
磷酸钾可用作肥料、催化剂等。